# Scandinavian Hunter-Gatherer
Trong cổ di truyền học, thuật ngữ Scandinavian Hunter-Gatherer (SHG) được dùng để chỉ một thành phần tổ tiên đặc trưng cho hậu duệ của các nhóm người săn bắt-hái lượm thời đại đồ đá giữa của Scandinavia. Các nghiên cứu di truyền chỉ ra rằng, SHG là sự trộn lẫn của cụm Western Hunter-Gatherer (WHG), vốn di cư tới Scandinavia từ phía nam trong thế Toàn tân, và cụm Eastern Hunter-Gatherer (EHG), vốn di cư tới Scandinavia từ phía bắc dọc bờ Na Uy. Trong thời đại đồ đá mới, SHG tiếp tục lai tạp với cụm Early European Farmer (EEF) và cụm Western Steppe Herder (WSH). Sự liên tục di truyền đã được tìm thấy giữa cụm SHG và các thành viên của Văn hóa Pitted Ware (PWC), và ở một mức độ nhỏ hơn, giữa SHG và người châu Âu phía bắc hiện đại. Mặt khác, người Sámi đã được chứng minh là không có quan hệ gì với PWC.

## Nghiên cứu
Cụm Scandinavian Hunter-Gatherer (SHG) được Lazaridis và đồng nghiệp (2014) xác định là một thành phần tổ tiên đặc trưng. Nhiều di cốt được khai quật ở Motala, Thụy Điển, cùng một nhóm các di cốt 5.000 tuổi của người săn bắt hái lượm thuộc Văn hóa Pitted Ware (PWC), đều được định danh là SHG. Nghiên cứu chỉ ra rằng, một cá nhân SHG từ Motala (định danh 'Motala12') mang 81% thành phần Western Hunter-Gatherer (WHG) và 19% thành phần Ancient North Eurasian (ANE).

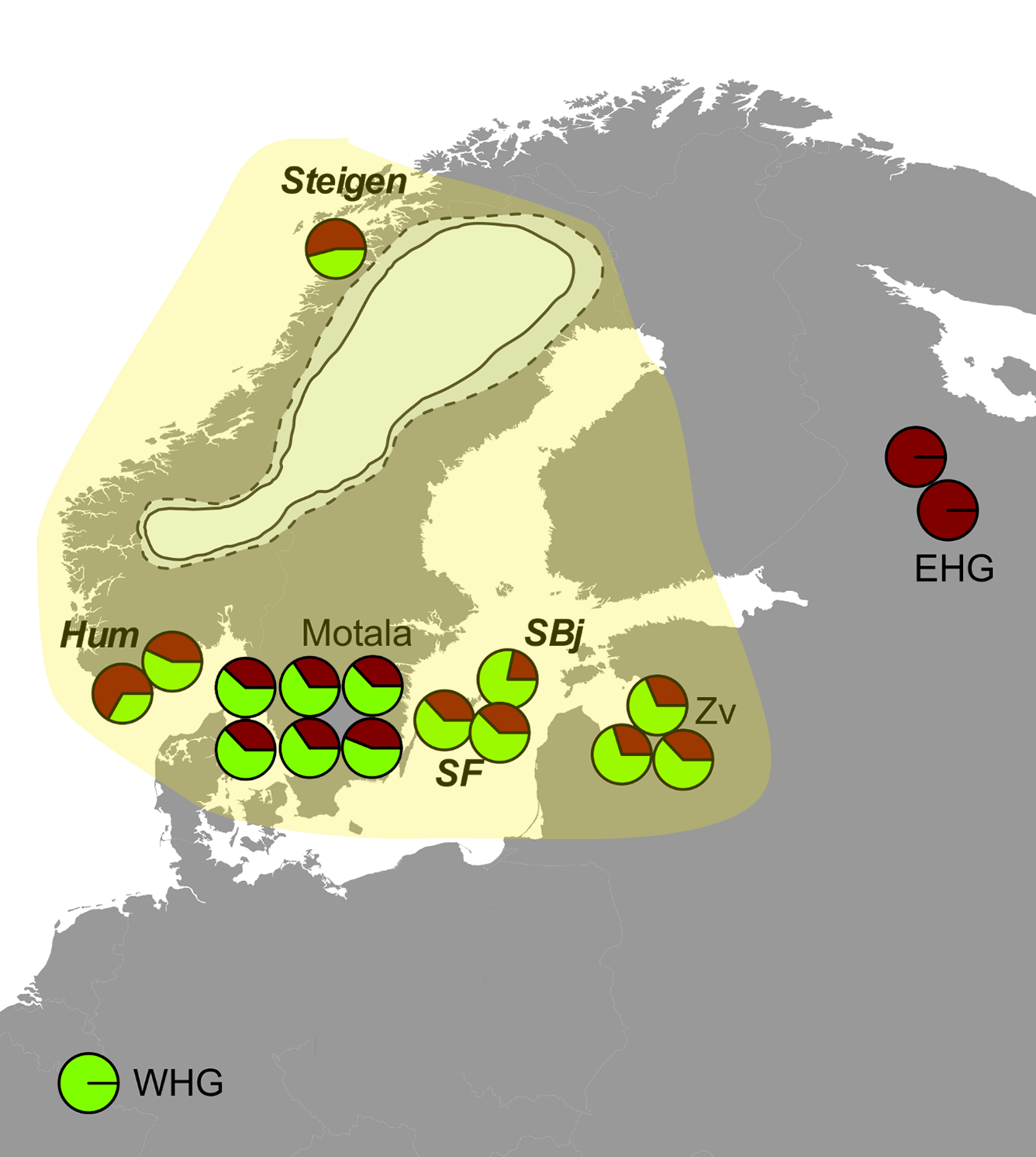
Các mẫu người châu Âu thời đại đá giữa với ước lượng thành phần tổ tiên SHG.